# Anthony Miller (Footballspieler, 1994)
Anthony Miller (* 9. Oktober 1994 in Memphis, Tennessee) ist ein US-amerikanischer American-Football-Spieler. Er spielt für die Baltimore Ravens auf der Position des Wide Receivers in der National Football League (NFL).

## NFL
Miller wurde beim NFL Draft 2018 in der zweiten Runde an Position 51 von den Chicago Bears gedraftet. In seiner Rookie-Saison (2018) fing Miller 33 Pässe für einen Raumgewinn von 423 Yards und erzielte für die Bears 7 Touchdowns. 2019 konnte Miller seine Anzahl an Passfänge und Raumgewinn in Yards jeweils verbessern, allerdings konnte er nur noch 2 Touchdowns für sein Team erzielen.
Ende Juli 2021 tradeten die Bears Miller zusammen mit einem Spätrundenpicktausch zu den Houston Texans. Er fing in zwei Spielen fünf Pässe für 23 Yards und einen Touchdown, anschließend wurde Miller entlassen. Nach dem verletzungsbedingten Ausfall von JuJu Smith-Schuster nahmen die Pittsburgh Steelers Miller für ihren Practice Squad unter Vertrag. Er stand bei einem Spiel im aktiven Kader. Am 24. Januar 2022 gaben die Steelers Miller einen neuen Vertrag für die Saison 2022. Er wurde vor Beginn der Saison auf die Injured Reserve List gesetzt und verpasste die Spielzeit damit vollständig. Am 20. Juni 2023 wurde Miller von den Steelers entlassen.
Am 22. August 2023 nahmen die San Francisco 49ers Miller unter Vertrag. Im Rahmen der Kaderverkleinerung auf 53 Spieler wurde er entlassen.
Am 11. Oktober 2023 nahmen die Indianapolis Colts Miller in ihren Practice Squad auf. Bereits nach knapp einer Woche wurde er wieder entlassen. Im Januar 2024 unterschrieb er einen Vertrag für die Saison 2024 bei den Kansas City Chiefs, das Team trennte sich aber weit vor Saisonbeginn im Mai wieder von ihm. Am 11. August 2024 unterzeichnete Miller einen neuen Kontrakt bei den Baltimore Ravens.

### NFL-Statistiken
| 2018                               | Chicago Bears       | 15 | 4  | 33  | 423  | 12,8 | 55 | 7  | 1 | 0 |
| 2019                               | Chicago Bears       | 16 | 7  | 52  | 656  | 12,6 | 35 | 2  | 1 | 1 |
| 2020                               | Chicago Bears       | 16 | 6  | 49  | 485  | 9,9  | 34 | 2  | 2 | 1 |
| 2021                               | Houston Texans      | 2  | 1  | 5   | 23   | 4,6  | 10 | 1  | 0 | 0 |
| 2021                               | Pittsburgh Steelers | 1  | 0  | 1   | 2    | 2,0  | 2  | 0  | 0 | 0 |
| Total                              | Total               | 50 | 18 | 140 | 1589 | 11,4 | 55 | 12 | 4 | 2 |
| Quelle: pro-football-reference.com |                     |    |    |     |      |      |    |    |   |   |